# フレゼリク1世 (デンマーク王)
フレゼリク1世（Frederik I, 1471年10月7日 - 1533年4月10日）は、デンマーク＝ノルウェー王（在位:1523年 - 1533年）。クリスチャン1世の子でハンスの弟。母はブランデンブルク＝クルムバッハ辺境伯ヨハンの娘ドロテア。甥クリスチャン2世を廃位して王位に就いた。

## 生涯
1471年、フレゼリクはデンマーク＝ノルウェー王クリスチャン1世とドロテア・フォン・ブランデンブルクの息子として生まれた。1482年から1490年までシュレースヴィヒ＝ホルシュタイン公国の行政担当者であり、1490年以降は兄ハンスの共同統治者となった。1513年、兄ハンスが亡くなると、ユトランド貴族の一部がフレゼリクに王位につくよう勧めたが、辞退している。
1523年、クリスチャン2世が度重なる失政により亡命を余儀なくされ、反クリスチャン勢力がフレゼリクをフレゼリク1世として擁立した。しかし、フレゼリクは長くシュレースヴィヒに居て、デンマーク語を習得しているかすら不明だった。そのため、フレゼリクは王になった後もシュレースヴィヒに居続けた。クリスチャン2世はネーデルラントへ亡命したが、彼の復位を求める反乱が相次いだ。1532年にはノルウェー王を称したクリスチャン2世を捕えて幽閉したが、翌年に死去した。フレゼリクには長子クリスチャン3世がいたが、クリスチャン2世も復位を企んだため、王の選出を巡って諸侯会議での対立が深く、最終的には伯爵戦争に繋がった。

## 子女
1502年にブランデンブルク選帝侯ヨハン・ツィーツェロの娘アンナ（1487年 - 1514年）と結婚し、2子をもうけた。
- クリスチャン3世（1503年 - 1559年）
- ドロテア（1504年 - 1547年） - 初代プロイセン公アルブレヒトと結婚

1518年、ポメラニア公ボギスラフ10世の娘ソフィーと再婚し、6子をもうけた。
- ハンス（de, 1521年 - 1580年） - シュレースヴィヒ＝ホルシュタイン＝ハーデルスレーベン公
- エリサベト（1524年 - 1586年） - メクレンブルク＝シュヴェリーン公マグヌス3世（Magnus III.）と結婚、のちメクレンブルク＝ギュストロー公ウルリヒ3世と再婚
- アドルフ（1526年 - 1586年） - シュレースヴィヒ＝ホルシュタイン＝ゴットルプ公、ホルシュタイン＝ゴットルプ家の祖
- アンナ（1527年 - 1535年）
- ドロテア（1528年 - 1575年） - メクレンブルク公子クリストフ（Christoph）と結婚
- フレゼリク（de, 1532年 - 1556年） - ヒルデスハイムおよびシュレースヴィヒの司教

| 先代 クリスチャン2世 | デンマーク王 1523年 - 1533年 | 次代 クリスチャン3世 |
| 先代 クリスチャン2世 | ノルウェー王 1523年 - 1533年 | 次代 クリスチャン3世 |